# Ханнер Коросо
Ханнер Коросо (ісп. Janner Corozo, нар. 8 вересня 1995, Гуаякіль) — еквадорський футболіст, нападник клубу «Барселона» (Гуаякіль) та національної збірної Еквадору. Відомий за виступами в низці еквадорських та закордонних клубів.

## Клубна кар'єра
Ханнер Коросо розпочав виступи на футбольних полях у 2012 році в складі команди «Карлос Борбор Реєс», а наступного року грав у складі клубу «ЛДУ Гуаякіль».
У 2014 році футболіст перейшов до клубу «Макара», з якого футболіста відправили в оренду до мексиканського клубу «Атлас», утім там еквадорський нападник не закріпився, та за короткий час повернувся до «Макари». У 2016 році керівництво клубу знову відправило Коросо в оренду, цього разу до іншого еквадорського клубу «Депортіво Ель Насьйональ». У 2017 році футболіст став гравцем еквадорського клубу «Індепендьєнте дель Вальє», який у 2019 році віддав його в оренду назад до «Макари».
У 2020 році Ханнер Коросо перейшов до еквадорського клубу «Дельфін», у складі якого грав до 2022 року. У 2022 році футболіст перейшов до мексиканського клубу «Пачука», який за короткий час віддав еквадорського нападника в оренду до чилійського клубу «Евертон» (Вінья-дель-Мар). З 2023 року Коросо грає на батьківщині у клубі «Барселона» (Гуаякіль). Станом на 26 червня 2024 року відіграв за гуаякільську команду 42 матчі в національному чемпіонаті.

## Виступи за збірну
У 2021 році Ханнер Коросо дебютував у складі національної збірної Еквадору. У складі збірної був учасником розіграшу Кубка Америки 2024 року у США. Станом на кінець жовтня провів у складі збірної 5 матчів, у яких відзначився 1 забитим м'ячем.